# ГЕС Huīdòng
ГЕС Huīdòng (灰洞水电站) — гідроелектростанція на півдні Китаю у провінції Ґуйчжоу. Становить нижній ступінь каскаду на річці Gejiang, правій притоці Mengjiang, котра в свою чергу є лівим допливом Hongshui (разом з Qian, Xun та Сі утворює основну течію річкової системи Сіцзян, котра завершується в затоці Південно-Китайського моря між Гуанчжоу та Гонконгом).
В межах проекту річку перекрили бетонною арковою греблею висотою 46 метрів та довжиною 96 метра. Вона утримує водосховище з об'ємом 1 млн м3 (корисний об'єм 0,56 млн м3) та припустимим коливанням рівня поверхні у операційному режимі позначками 644 та 648,5 метра НРМ (під час повені рівень може зростати до 656,9 метра НРМ, а об'єм — до 2,56 млн м3).
Зі сховища через лівобережний гірський масив прокладено дериваційний тунель довжиною 2,6 км з діаметром 6,2 метра, який подає ресурс для двох турбін потужністю по 25 МВт.